# Adams River (Shuswap Lake)
Der Adams River ist ein Zufluss des Fraser River in der kanadischen Provinz British Columbia.

## Flusslauf
Der Ursprung des Adams River stellen mehrere namenlose Gletscher auf einer Höhe von etwa 2000 m im Nordosten der Monashee Range in den Columbia Mountains dar. Der Oberlauf des Flusses („Upper Adams River“) fließt weitgehend in südlicher und südwestlicher Richtung durch Sumpfgebiete. Dabei passiert er zwei kleine Seen – Tumtum Lake und Mica Lake. Er weist Abschnitte mit Stromschnellen und Wildwasser auf. Unterhalb des Tumtum Lake befinden sich mehrere Wasserfälle. Auf manchen Strecken hat der Fluss ein Gefälle von 5 m pro Kilometer. Nach 94 km erreicht er das Nordende des Adams Lake, welches im Shuswap Highland liegt. Der Oberlauf liegt über den größten Teil seines Verlaufes im Upper Adams River Provincial Park.
Der Adams Lake hat eine Nord-Süd-Ausdehnung von ungefähr 72 km und erreicht eine Wassertiefe von 457 m, so dass er der 24. tiefste See der Welt ist. Am See liegen der Adams Lake Provincial Park und der Adams Lake Marine Provincial Park.
Der Unterlauf („Lower Adams River“) bildet den Abfluss des Sees an dessen südlichem Ende. Er führt 11 km ein enges Tal hinunter und mündet nahe der Siedlung Squilax in den Shuswap Lake an dessen äußerstem westlichem Ende. Das Gefälle zwischen Adams Lake und Shuswap Lake beträgt 60 m. Der Abschnitt zwischen dem Adams Lake und dem Shuswap Lake liegt dabei im Tsútswecw Provincial Park. Der Fluss ist ein bedeutendes Laichgebiet des Rotlachs in Nordamerika. Während der Lachswanderung Mitte Oktober schwimmen Millionen von Fischen zur Flussmündung des Adams River. Ausgrabungen von Secwepemc-Siedlungen am Fluss beweisen eine lange Tradition des Lachsfischfangs in dieser Region. Der Fluss diente früher auch als wichtige Transportroute zum Flößen von Baumstämmen im Einzugsgebiet des Adams River. Der Adams River hat den Status eines British Columbia Heritage River.

### Zuflüsse
Zuflüsse des Upper Adams River:
- Oliver Creek
- Dudgeon Creek
- Sunset Creek
- Fisher Creek

Zuflüsse des Lower Adams River:
- Cayenne Creek
- Sinmax Creek
- Momich River
- Hiuihill (Bear) Creek
- Nikwikwaia (Gold) Creek